# São Miguel do Mato (Arouca)
São Miguel do Mato es una freguesia portuguesa del concelho de Arouca, con 27,34 km² de superficie y 800 habitantes (2001). Su densidad de población es de 29,3 hab/km².